# Bryum tenuidens
Bryum tenuidens är en bladmossart som beskrevs av Hugh Neville Dixon och George Osborne King Sainsbury 1945. Bryum tenuidens ingår i släktet bryummossor, och familjen Bryaceae. Inga underarter finns listade i Catalogue of Life.